# Petite Inégale
Parascotia nisseni
Espèce
La Petite Inégale (Parascotia nisseni) est une espèce de Lépidoptères (papillons) de la famille des Erebidae, de la sous-famille des Boletobiinae.

## Systématique
L'espèce Parascotia nisseni a été décrite en 1905 par l'entomologiste italien Emilio Turati (d) (1858–1938).

## Description
La Petite Inégale est un petit papillon dont l'envergure est comprise entre 14 et 21 mm, qui peut être facilement confondu avec des espèces de la famille des Geometridae. Cette espèce est très similaire à Parascotia fuliginaria avec qui elle partage une aire de répartition commune, bien que Parascotia nisseni soit généralement de plus petite taille et possède des motifs blanc-jaunâtre plus prononcés. 

## Écologie et distribution
Cette espèce européenne à répartition méditerranéenne se retrouve en Italie, en Espagne ainsi que dans le Sud de la France et la Corse. La période de vol semble s'étendre de mars à octobre. La chenille se nourrit de lichens et de champignons

## Étymologie
Son épithète spécifique, nisseni, lui a été donnée en l'honneur de l'entomologiste danois Hans Christian Nissen (d) (1851-1933) qui a trouvé cette espèce et qui était alors consul en Algérie.

## Publication originale
- (it) Emilio Turati, « Alcune Nuove Forme di Lepidotter », Il Naturalista Siciliano, Palerme, Inconnu, vol. 18, nos 2-3,‎ 1er septembre 1905, p. 25-48 (ISSN 0394-0063 et 2240-3442, OCLC 5781237, lire en ligne).